# うちの大家族
『うちの大家族』（うちのだいかぞく）は、重野なおきによる日本の4コマ漫画作品。双葉社の雑誌『まんがタウンオリジナル』（月刊）で2002年12月号（創刊号）から2006年9月号（最終号）まで連載、『まんがタウン』では2005年5月号から2018年7月号まで連載。『コミックハイ!』でも2006年9月号より2011年10月号まで連載。
重野が発表した全作品の中では最も長く続いた作品。なお、この作品が終了後、竹書房の『まんがライフオリジナル』上で『雑兵めし物語』が2020年12月に始まるまで重野の4コマ雑誌での連載が一時ゼロだった。

## 概要
千葉県千葉市花見川区三つ葉台（※「三つ葉台」は架空の地名）在住の9人の大家族、内野家を舞台にした作品。父親1人と個性あふれる8人の兄弟姉妹が登場する。大家族ならではのドタバタ、コメディ要素あふれる話もあれば、涙を誘う話も存在する。
千葉市花見川区出身の作者ならではの、千葉県に関する話題がたまに出てくるのも特徴。
作中の季節感は多くの場合、雑誌で掲載された時期に合わせている。
単行本では1巻ごとに、内野家の人物一人ずつによる巻頭コメントが書かれている。扉絵は内野家の家の中のイラストが描かれている。また、カバー裏には千葉県に関する小ネタ（トリビア）が書かれた1コマ形式の漫画が載っている。
10巻では、10巻突破記念として準レギュラーのプロフィールが掲載された。

## あらすじ
千葉県千葉市花見川区在住の内野家は、いつも何かとドタバタが絶えず、辺りを賑わす明るい一家であり、両親と8人兄弟姉妹で構成された10人家族であった。しかし、母の幸子が若くして病死したことから、大学に通うため北海道に移住していた長女の愛子は、大学を中退し千葉の実家に戻り、母親の代わりとして内野家の家事全般と世話を担うことになる。
大家族の兄弟姉妹は、22歳の愛子から5歳児のリンまで幅広い年齢で構成されており、性格も趣味もバラバラで非常に個性豊かだが、家族を思う気持ちは全員同じで、明るく一生懸命なところは変わらない。
そんな父親1人と個性あふれる8人の兄弟姉妹（&犬1匹）が織り成す、内野家の日常を描く原則1話完結式 の4コマコメディ作品。

## 登場キャラクター

### 内野家
内野家の血液型は全員O型（みゆ美は友達から自分がAB型だと言われていたため勘違いしていた）。
一人称はリン以外の女性キャラ・茂雄は「私」、音也・大吾は「オレ」、とおるは「ボク」、リンは「リン」もしくは「わたし」である。
家族の半分以上が単純で騙されやすく、ほとんどが虫好き。家出する時は空き地の土管の中にいる事が多い。
内野家ではエイプリルフールが禁止されている。黒電話やラジカセ、ファミコンを使用している。
花見は毎年、茂雄が幸子に結婚を申し込んだ桜の木の下で行うと決めている。
朝食はパンか、ご飯かを巡る議論では、茂雄・智佐・みゆ美・とおるがパン派で、音也・大吾・キリカ・リンがご飯派。愛子は中立を守っていたが、作る側の苦労からパン派に転向。
愛子（あいこ）（長女、22歳）
この作品の主人公。他界した母親に代わり、家事手伝い（自称）として内野家を切り盛りする。
音也・大吾・キリカからは「ねーちゃん」、智佐からは「愛姉ェ」、みゆ美・とおる・リンからは「愛子ねーちゃん」と呼ばれている。また、大吾からは一度だけ「姉上」と呼ばれたことがあるが拒絶している。
名の由来は、父母いずれの命名を採用するかでジャンケンした際、引き分け（あいこ）が10回続いたことによる。
家事の腕、特に料理は一流で、ザリガニやイナゴ、カミキリムシの幼虫なども調理できる。また、倹約家で「限定」、「割引」、「無料」というと言葉に弱かったり、飲み会で余った料理をタッパーに入れて持ち帰る癖などがある。
新しい物を怖がる傾向にあり、8巻時点まで携帯電話を所持していなかった。また、運動神経が伝説級に鈍く、歌や絵も苦手としている。
性格はしっかり者だが、お人よしで天然ボケな面もある。その一方で弟妹を叱る際や、家族を悪く言う相手などには毅然とした態度で応じ、後者の場合は塩をまいたりもする。欠点は酒に酔いやすく、酔うと口が軽くなったり、見境なく人に抱きついたりする。また、コート・セーターを着ながらスカートを履かずに出かけたこともある。
髪型は腰まであるピンクのロングヘア。体型はいわゆるスレンダー（音也曰く、スリーサイズは上から7?・5?・7?）だが、本人にとっては貧乳がコンプレックス。豊胸グッズも使用しているが、とある薬の副作用により現在は胸がさらに小さくなっている。また、ひそかに年齢をサバ読む一面もある。
容姿は良いようで、ミスコンで入賞しかけたり、変装した際には弟の音也にナンパされそうになった。優しい性格も相まって、学生時代から教師や生徒に人気があり、現在でも商店街の三バカなどから思いを寄せられている。
北海道の女子大学（家政科）に通っていた時期があり恋人もいたが、母親が他界したため中退し、恋人と別れ、実家に戻った。
初期は職業「家事手伝い」という設定だったが、連載途中からスーパーのレジ打ちのパートをするようになり、その後不定期で三葉台のゆるキャラ「みつばちゃん」の着ぐるみに入る仕事もしている。以降、家事手伝い表記は出てこない。最終回近くで商店街会長に就任する。
トレードマークのAIKOの文字の書いてあるエプロンは、みゆ美が家庭科で作り、彼女からプレゼントされたもの。
好物はウナギ。嫌いな食べ物はイクラ（子供の頃、音也と大吾が大量のカエルの卵を庭の池に放つのを見たことによるトラウマ）。幽霊とゴキブリは大の苦手。
作者の日記によると、初期設定では愛子は高校生だった。
寝床は台所の隣の部屋。
母の遺言による投げかけ「あなたは優しい子だけど、周りの人だけじゃなく自分のことも大切にしてね」
巻頭コメント（1巻）「家族の幸せが私の幸せなんです」
音也（おとや）（長男、19歳、後に20歳）
フリーター。ミュージシャンを目指し、アルバイトや路上ライブ（主にJR津田沼駅周辺で）で収入を得る。使用楽器は主にギター。トレードマークは頭に巻いたタオル。四女のみゆ美から過剰に慕われている。
大吾・キリカ・智佐からは「音兄ィ」、みゆ美・とおる・リンからは「音兄ちゃん」と呼ばれている。
音楽に懸ける情熱は人一倍だが、歌のセンスはイマイチ。歌詞もイマイチだが、稀に盗作されるほどの名作が出来る事がある。肺活量と腹筋を鍛えるために、普段から頻繁にジョギングをするなど、努力もかかさない。
軟派な性格で、美人の女性を見るとすぐデレデレしてしまう。また、部屋にエロ本を大量に隠し持っており、町内の年頃の女性にも詳しい。よく女性をナンパしたり、付き合ったりしているが、大抵フラれている。好みのタイプはナイスバディーで30歳以下。彼女持ちのとおるに嫉妬したりとだらしない面も多いが、根は真面目で浮気もしない主義。
小学生の頃は野球選手か歌手になりたかったらしい。勉強は苦手だったようで、学生時代は赤点を取っていた（ただし、保健体育のみ満点）。
人脈は広いようで、自転車でひとり旅に出かけた際には、東京、埼玉、群馬、東北各県、長野の知人を訪ねて廻っていた。
好物はコロッケと梅干し。未成年であるのにも関わらず、ビールを飲んでいる。
今は髪の色は黒だが、中2の頃は反抗期と言うこともあり金髪にしていた事もある。
かすみとタナベン、仁科とバンド「よせなべ団」を結成し、ボーカルとギターを担当することになった。またこの頃には設定年齢が20歳に繰り上がっていることに、作者自身が言及している。なお、後にこのバンドでメジャーデビューも果たしている。
みゆ美のクラスに来た教育実習生・山田一郎とは、顔と髪型が瓜ふたつ。
寝床は男部屋の二段ベッドの上。
母の遺言による投げかけ「あなたの歌はぶっきら棒だけど、あったかくて母さんは好きです」
巻頭コメント（2巻）「それぞれ見てる方向はバラバラだけど背中はピッタリくっついている。そんな家族です」
大吾（だいご）（次男、17歳）
千葉県立大和田高校（架空）に通う高校球児。高校二年生。制服は学ラン。髪型は坊主頭で、幼少の頃から変わっていない。大食いの肥満体（これは、体質が原因なのかもしれないが、愛子が大吾の食事だけに糖分・油分をてんこもりにしていた）のため、キャッチャーをやらされている（本人曰く「キャッチャーが好き」。ただ音也曰く、普通の体型のほうがキャッチャー向きとのこと）。しかしその後、ファーストにコンバートされた。
キリカ・智佐からは「大兄ィ」、みゆ美・とおる・リンからは「大兄ちゃん」と呼ばれている。
野球部ではピンチヒッターを兼任。打率は2割。コンバート後は四番打者の候補になる。
上記の通り大食いで、15枚のお好み焼きとケーキ、お好み焼きの生地、キリカと智佐の失敗した料理を食べても平気な体質。暗闇でも食べ物の位置を完璧に把握できる特技がある。
標準的な体格ばかりの内野家の中で、ただ一人巨体であるのは力士であった先祖からの隔世遺伝らしい。内野家の家計を切迫している理由は彼にある。
身長185cm、体重130kgの体格からか、相撲の素人であるにもかかわらず大学の相撲部や相撲部屋からも勧誘が来ている。
部活通いゆえに、家族で出かける時には同行しないことが多い。
少女向けアニメ『魔女っ娘めもりん』の漫画を読んで以降、アニメオタクの傾向も見せ始める。夢の中ではあるが、『魔女っ娘めもりん』のキャラクター達と共演しており、本人は大変満足していた。
色んな食べ物を食べる為好き嫌いはなく、本人曰く「ラーメンはオヤツ」と言う程、次元を超えている。
彼女が欲しいと望んでいるが、ほとんど勘違い等で失恋している。また彼女がいるとおるに嫉妬しており、度々攻撃している。
1ヶ月の食事制限でスリムになると、同時にイケメンにもなることでモテだして、野球センスを発揮できるようにもなった。しかしそれまであまりにモテなさすぎた反動から、デートのために部活をサボりだし、同時に食生活も乱れることで元の木阿弥になる。
学校の成績については30〜50点台とあまり良いとは言えないが、（学年は違うものの）キリカよりはやや点を取っている。
寝床は男部屋の二段ベッドの下。
母の遺言による投げかけ「母さんの料理を、いつもおいしそうに食べてくれてありがとう」
巻頭コメント（3巻）「家に帰ればあったかいメシが待ってる、それってすげー幸せな事だよな」
キリカ（次女、16歳）
自称「イマドキの女子高生」。高校一年生。男性口調。髪は金髪。
智佐からは「キリ姉ェ」、みゆ美・とおる・リンからは「キリカ姉ちゃん」もしくは「キリ姉ちゃん」（ひらがなの場合あり）と呼ばれている。
趣味は盆栽や茶道、演歌、相撲と「イマドキの女子高生」の割に渋いものが多い。特に盆栽はかなり良いものを作るが、それをコンクールに出そうとすると何故かことごとく壊れる（フランダースが壊したり、みゆ美が放火魔を撃退するために投げつけたりなど）。それ故、扇子を持っている事も多い（4巻の背表紙でも持っている姿が描かれている）。金銭感覚が発達しており、麻雀や競馬にも強い。スキーや卓球も上手く、ビールの注ぎ方にも詳しい。またゲートボールに関心を持つ描写もある。
特技は情報収集であり、町内や遠くの人達から情報を聞いている。
大吾と同じ高校に通う。通学時は大吾の自転車の後ろに乗っている。制服はブレザー。
趣味が近いせいか父とは仲が良く、将棋相手になったりする。また帰省編では、祖父とも馬が合うような描写もあった。
好物はコロッケと甘い物、梅こぶ茶。料理は黒焦げにしてしまうほど下手。
一見、自分のやりたいことだけをする自由気ままとも取られる性格で、智佐とよく喧嘩する。家族内では一番シビアな性格である。
父曰く、兄弟の中で一番機転がきき飲み込みが早い。また女性陣の中で一番胸が大きい（音也曰く、胸はCカップ）。
普段成績は悪いものの（20〜30点台）本気で勉強すると90点前後の点数が取れる。
週3日、さまざまなバイト(ケーキ屋や盆栽店等)をしているが、愛子に「自分の為に使いなさい」と言われ、家にお金を入れていない。ノートパソコンを購入し、一時期内野家でブームになった。その後は普通に使用されている模様。また地域交流サイトの管理人にもなっている。一度、高校を中退してバイトしている盆栽店で自立して働きたいと思っていたが、家族の考えを聞いてから考えを改めた。エピローグによると後に生徒会長になるらしい。実際に立候補してその時は落選したが、その後も生徒会に関わる。
髪型は肩までのセミロングで、普段は頂上付近で2つに結っている（カラーで描かれる場合は黄色）。また、髪を解き、黒くしてタオルを巻くと音也そっくりになる。
寝床は女部屋の二段ベッドの下。
母の遺言による投げかけ「あなたの色んな趣味は、いつか自分を助けることになると思います」
巻頭コメント（4巻）「家族のためにとか そーゆんじゃないぞ 自分がやりたいからやってんだ」
智佐（ちさ）（三女、14歳）
中学二年生。真面目な勉強家で、家計に負担の少ない国立大を目指している。しかし、誰でも答えられそうな問題を間違えたりすることがある。内野家で唯一眼鏡をかけており、彼女ひとりだけ左利きでもある。
みゆ美・とおる・リンからは「智佐ねーちゃん」と呼ばれている。
学校ではやり手のクラス委員長でもある。学校の成績は良く、75点以下の点数は取らなかったが、一度は40点も取った。他の生徒より大人びてて皆から頼りにされているが、ただ友達は少ない。
一時期は「中二病」にかかっていた。
反抗期真っ只中でキリカとよく喧嘩しており、姉たちのお下がりも嫌がっている。また制服以外ではスカートはあまり履かない。ちなみに通う学校の制服は、男子がスーツで女子がセーラー服。また自分のスタイルが姉達に比べると幼児体型である事を密かに気にしており、みゆ美によると「胴長」であるらしい。なお、反抗期も最終回では治っている。
幼い頃はよく遊んでいた。小五の頃までサンタクロースを信じていた。
4年前に母から誕生日プレゼントとして子犬（フランダース）が贈られたが、智佐が世話しているシーンはいまだ出ていない。
夏休みの宿題は7月中に終わらせる主義。
作中で一度、なりゆき上から父・茂雄と一緒に入浴しかける羽目になった。また、停電時に丁度入浴中だったため、心配して来た音也を追い返す。
虫が大嫌いで、ホタルなど一部を除き虫は全て避ける。
好物はコロッケとチーズケーキ。嫌いな食べ物はシイタケ。また、好きなのかどうかは分からないが、よく食べ物にマヨネーズをかけようとする（シイタケにも大量のマヨネーズをかけて無理やり食べる）。
キリカ同様料理が不得意。また裁縫も苦手で、授業でのパジャマ縫製にも失敗した。
小さい頃は黒ブチや花型のメガネをかけていた。眼鏡を洗浄器にかけた直後に光が当たると反射して放火魔もまぶしいと思う程の「メガネフラッシュ」を放つらしい（夕飯が鍋の時は、眼鏡にくもり止めをかける）。
髪型はセミロングだが、眼鏡を取り髪型を変えるとみゆ美そっくりになる（カラーで描かれる場合は黒）。
寝床は女部屋の二段ベッドの上であり、みゆ美と添い寝している。
母の遺言による投げかけ「最近勉強に力を入れているようだけど、あまり頑張り過ぎないでね」
巻頭コメント（5巻）「遠慮とか容赦とかしなくていいのが家族だよね」
みゆ美（みゆみ）（四女、11歳）
小学五年生。引っ込み思案で気が弱く、常にクマゴローというぬいぐるみを持っているが、粗末に扱うことも多い。
とおる・リンからは「みゆ姉ちゃん」と呼ばれている。
ブラコンで音也のことが好き。音也のお下がりをいつも着ている。スカートではなく、ズボンを履いている。
好きな人が兄でぬいぐるみが親友ということから、キリカや智佐から心配されている。
お化け（実際は木の枝に引っかかっていた布きれ）が出たときは、大吾を差し出して自分だけ助かろうとしたり、家族総出で缶蹴りをしていたときには、とおるを囮にしたりするなど腹黒い一面もあり、結構心に悪魔を飼っている。そのため友達からも「二面性がある」と評されている。
常にマイナス思考でできないと思ったことはやらないままでいたが、音也の説得によりその性格は改善された。音也より歌は上手かったりする。
テストでは10〜40点台とあまり成績は良くない。また、宿題をサボろうとしたり、夏休みの宿題をギリギリまでやらなかったりと不真面目な部分がある。
運動は愛子同様（もしくはそれ以下）に出来ず、運動会の成績もあまり芳しくなかった（しかし、大吾から逃げる時の瞬発力は高い。また、逆上がりも特訓の末に出来た）。車酔いしやすい体質であり、出発してから3分後に吐いてしまうほど。
好物は鶏の唐揚げ。嫌いな食べ物はピーマンやキャベツ、カボチャ等、結構多い。カレーにマヨネーズをかけて食べる。料理は下手。
ハロウィンの内容をわかっておらず、フランダースから動作で教えられても気づかなかった。
虫歯になった（内野家の中では、なぜか彼女だけが罹った）こともあり、その際に歯医者通いを渋っていた。
血液型に関する勘違いに加え、茂雄と愛子の話し合いを一部だけ立ち聞きしたことから、一時は家族の中で自分だけ血縁関係でないと思い込んでいた。また終末予言もたやすく信じ込む。
作者の日記によると、初期設定ではみゆ美は登場していなかった（すべりこみで入ったらしい）。
髪型はセミロング（カラーで描かれる場合は黒だが、こちらは光沢がない。白黒の場合も同様である）。
寝床は女部屋の二段ベッドの上であり、智佐と添い寝している。
母の遺言による投げかけ「言いたいことははっきり言える大人にならなきゃダメよ」
巻頭コメント（6巻）「どうして兄妹は結婚しちゃいけないの?」
とおる（三男、10歳）
小学四年生。冷静であまり表情を変えることがなく、天才肌ながら不思議なところも見せる。ポーカーフェイスは1歳の時に身につけたものであるが、本人は記憶にないらしい。
リンからは「とおる兄ちゃん」と呼ばれている。
小学生ながら水谷奈々と恋人関係にある。ただ稀に誤解からすれ違いになることもあった。惚気ることもあり、そのたびに音也や大吾から攻撃を受けている。
趣味は天体観測と昆虫採集。ゲーム（特にファミコン）が好きで、奈々の父・夏彦と意気投合した。
真顔でリンに嘘の知識を吹き込むこともある。だがたまに真実の知識（作中ではアメダスについて）を披露して、混乱させたこともあった。無欲とも言える性格だが宝の地図を発見した際、珍しく独り占めしようと考えている（しかし、抱いた夢は堅実なものであった）
幼い頃は家の窮屈さを嫌っていたが、ベランダで星を眺めて以来、星座好きになった事や奈々と出会えたのも家族のおかげだと主張している。
チャンネル争いでは自分の小遣いでマイリモコンを購入。父・茂雄の勘違いを見抜き、口止め料として天体望遠鏡を買ってもらった。
テストでは良い点を取っている為、成績が良い。知識が豊富であり、特に昆虫や植物、天文に詳しい。
手先が器用で型抜きや化粧が無駄に上手い。家に見間違えるほどの秘密基地を建てた経験がある。
見かけによらずあまり謙遜をしないタイプ。
「千葉県いろはがるた」を考案し、これが後に父の会社での新商品開発にヒントを与える。また、途轍もなくハードな双六も作っていた。
笑いのツボがどこかズレている（80年代に活躍した芸人も知っている）。公園で彼やリンと触れあったお笑い芸人コンビを挫折させることになる。
犬語のマスターを試みたこともあり、フランダースの吠え声も訳した。
奈々の両親の離婚疑惑を聞くと、家族に無断で奈々と2人で長野に行った。奈々とはキスを2回している。
オオクワガタを捕まえたこともある。それを逃してしまった愛子に対しては激怒したが、千葉では珍しいミヤマクワガタを採ってきてくれたことで許した。
みゆ美・リンと「三ツ葉台調査団」を組んでいる。作中では最終的に恐竜の化石を発掘し、県から表彰された。
寝床は男部屋の押し入れ。
母の遺言による投げかけ「母さんには、もう少しわがまま言ってほしかったな」
巻頭コメント（7巻）「あー…早く大人になりたいなぁ」
リン（五女、5歳）
いつも元気で好奇心旺盛。いろいろな事を愛子に聞いてくる。勘違いのスケールが大きい。
愛子、みゆ美、とおるからは妹ではあるが「リンちゃん」と呼ばれている。他の兄姉や両親からは「リン」（初期には愛子も一時期、みゆ美も一度だけそう呼んだ）。自分のことも「リン」と言っている（稀に「わたし」とも言う）。
5歳児ということもあってか、リンの台詞は平仮名が中心であり、漢字があまり含まれていない（名前の場合は含まれることがある。また「出歯亀」などの難しい言葉も稀に使われる事もある。ただし、初期は漢字もほぼ普通に使われていた）。また、当初はおねしょぐせがあったが、最近はなくなっている。
テレビ（ニュースやドラマなど）で覚えたセリフをままごとに使ったりする。
『魔女っ娘めもりん』が好き。
好物はコロッケとエビフライ、饅頭、ミートボール。嫌いな食べ物は人参。
兄弟の中では一番運動神経がいいようで、一日の練習で補助輪なしで自転車に乗ったり、やり方を聞いただけで逆上がりやあや飛び（これは単行本のおまけページによる描写）が一回でできた。町のマラソン大会でも5kmのコースを完走した。また内野家の中でも一番運が良く、一億円の当たりくじを拾ったり（ちゃんと交番に届けている）、「わらしべ長者」の要領で純金のネックレスを手に入れたり（後にたい焼きと交換）、学園祭のジャンケン大会で優勝している。
外見は可愛らしく多くの人をメロメロにしてしまうが、ままごとでは愛子に無理やり泥だんごや葉っぱ、砂を食べさせたり、みゆ美にアイスを買わせに行かせたりすることがある。
素手でゴキブリやクラゲを掴める。また不良園児3人を相手に喧嘩して勝ったこともある。
一度は誘拐されかかった（本人は誘拐だと気付かなかった）。
とおると同じく、笑いのツボがどこかズレている。酒を飲むと笑い上戸になる。
髪は肩まで伸ばしており、1本結っている（カラーで描かれる場合は茶色）。
寝床は女部屋の床の布団。
母の遺言による投げかけ「ごめんね。もう少しあなたの成長を見ていたかったです」
巻頭コメント（8巻）「リンね このいえにうまれてほんとうによかったとおもってるんだよ」
茂雄（しげお）（父、50歳）
妻に先立たれたサラリーマン。一家の大黒柱。
愛子、智佐、みゆ美、とおる、リンからは「お父さん」、音也、大吾、キリカからは「親父」、幸子からは「茂雄さん」もしくは「あなた」と呼ばれている。
温厚な性格なゆえ内野家ではやや影が薄く（そのためかカンケリは強い）、父親としての威厳が欠けているが、周りが喜べば皆に譲るというポリシー。
家族に手を上げる事はほとんどない。
お菓子を家族で分ける時などに、よく仲間はずれにされる。内野家の女性全員のファーストキスの相手でもある。
昔はギャンブル好きだったが、子供が生まれるたびに止めていった。ボウリングは178点取るほど上手い。
趣味は日曜大工だが、三日坊主だったり、ボロボロの椅子を作る等、あまり上手くない。
幸子とは会社の入社面接で一目ぼれし、ラブレターを渡した。1年半の交際の後、桜の木の下で告白し結婚した。
両親は早くに亡くした。成田の東成商事総務部に勤務しており、役職は副部長、後にMMK（みやげもの開発）部の部長となる。副部長時代の仕事は主に資料室の管理をする閑職であったが、これは3年前に体調の崩した幸子を気遣い栄転を断ったからである。このことは家族には内緒にしてある。
子供達に人生について教えたり、智佐が万引き犯にされた際、彼女の無実の罪を晴らす等、普段からは考えられないような父親らしい行動を見せることもある。
テレビの録画が出来ず、機械を壊してしまうほど、機械音痴。また旅行みやげを選ぶセンスは今ひとつ。よくトイレの中で紙切れする。
好物はブランデー入りのチョコ。嫌いな食べ物は愛子の作った煮豆、ひじき、きんぴら（美味しいと思った事がない）だが、出された以上はしっかり全部食べている。その事をみゆ美・とおる・リンに伝えたが、その事実を知った愛子は大きなショックを受けてしまった（単行本のおまけページによる描写では、その後夕食で生のキャベツを愛子に出される）。
普段は糸目であり、目を開いた描写は稀である。愛子の手違いでモヒカンヘアになってしまった事があったが、本人は「茂雄カット」と名付けるほど平気だった。
幸子と二人だけでタイムカプセルを埋め、それを子供達には内緒にしていた。しかし掘り出した際、幸子の手紙は読みきらないうちに焼失してしまう。
幸子の死後も彼女に操を立てており、再婚の意志は全く持たない。
作者の日記によると、初期設定では茂雄はハゲだった。
寝床は居間。
母の遺言による投げかけ「私の分まで長生きしてね」
巻頭コメント（9巻）「たまには上司らしくおごるぞ!!」
フランダース（飼い犬）
無愛想な犬。4年前の智佐の誕生日に母・幸子に拾われた。誰にでも噛み付く（特に茂雄や大吾）。愛子（エサやり担当）やキリカ（散歩担当）、とおる（遊び相手）には比較的なついている（なぜか智佐にはなつかない）。茂雄を何とも思っていない。みゆ美とはよく喧嘩するらしい。
吠え声に対する、とおるの訳し方や「ガウリンガル」の表示からすると、性別は雄とみられる。
とおるの特訓により、普通の犬より強くなっており、空き巣を捕まえたり、尿で放火を消しとめたりと陰で活躍している。
泳ぎは下手だが、板に乗ったまま花見川で流されていた猫を、川に入って助けたこともある。
好物は味噌汁とご飯を混ぜたもの。
フランダース自身は自分を犬とは思っておらず、自称内野家のリーダー兼アイドル。
命名した智佐は『フランダースの犬』から『パトラッシュ』と名づけたかったが、なぜかフランダースに決まってしまった。
単行本各巻の表紙カバー右下隅に、中央の絵の内容と関係のある動作で描かれている。
連載初期から普通の犬小屋（ゴミ捨て場から拾った）を寝床にしていたが、途中から茂雄がバルコニー付きの新しい犬小屋を造り、気に入る。
モグラや烏など、庭周辺に侵入してきた動物と対決することも多い。
リンとの散歩の時はスキを見て逃げ出そうとしたが、リンの気まぐれな行動や危険な遊びで酷い目にあった。
以前の飼い主が内野家を訪れ、再び飼いたいと申し入れた際には、戻らない意志を示したが、その元飼い主が新しく雌犬を飼うことで断念すると、その犬に惚れることであっさり寝返る（その後フラれた）。
幸子（母）
旧姓は沢村。誕生日は8月2日。2年前に病死。アルバムにはナース服やチャイナ服を着ていた写真があった。
愛子、智佐、みゆ美、とおる、リンからは「お母さん」、音也、大吾、キリカからは「母ちゃん」、茂雄からは「幸子」と呼ばれている。
20代の頃は細身だったが、40代には茂雄に言わせると「肥大化」している。
音也とキリカ曰く、料理がかなりおおざっぱだったらしい。味噌汁では愛子の提示した基本的な作り方を全部間違えると、彼女の味を再現できるようである。家事については「いかに上手く手を抜くかがコツ」と語っていた。
茂雄とは会社の入社面接で知り合った。面接の時は緊張していたが、茂雄の質問のおかげで緊張がほぐれ、彼に感謝している。茂雄からラブレターを受け取り、交際を受け入れた。
優しくて、おっとりとした性格。趣味は麻雀。もらって嬉しいプレゼントは米。
好物は牛丼。
生前世界一好きだったという景色のある三保松原の墓地に眠っている。両親は静岡市清水区にて健在。また親戚の山内家も実家から30分圏内に住む。
たまに愛子に天の声でアドバイスをするが、その時は心霊現象だと思って泣かれてしまう。よく四コマのオチの部分に出ており、内野家のギャグに冷や汗をかいている。
彼女に死なれたことで、内野家の皆は「目の前の人間がいなくなる事」にひどく敏感になったという。
茂雄の夢に（20代のイメージで）幽霊として現れ、「再婚してもよい」とも打ち明けている。百合絵の茂雄に対する想いを知っているが、当の本人が全く気付いていないため、彼女を不憫にすら思っている。
茂雄が沖縄に一時転勤した際に隣合わせだった女性とは、容姿がどことなく似ていた。一方、料理の腕では似てない。
最終回ではそれまで地縛霊だったのが守護霊になった。
単行本1巻のラストは、彼女の遺言で締め括られている。
巻頭コメント（10巻）「私はあなたに伝えたいことがあって来たんです」

### 商店街の三バカ
[HOME39]以降に登場する三ツ葉台商店街で各店を経営する、3人の青年達。一人称は潮と平太は「オレ」、あゆむは「ボク」。ときに行動が常識を外れたりすることから「三バカ」と呼ばれる。愛子とは幼馴染であり、3人とも愛子に好意を持っているが、一度全員同時に告白して振られている。今でも愛子に好意を持っており、合コンでは別の彼女を怒らせてた。なお商店街の占い師によると、愛子は3人の内の誰かと結婚し、末永く幸せな家庭を築くと出ているらしい。愛子を含め4人とも県立花見川高校の出身。
八巻潮（はちまき うしお）
魚屋「魚八」二代目。愛子にチラシを挑戦状のように渡したり、卒業式に口で告白する等、3人の中では一番威勢がいい。帽子と無精ひげが特徴。特技は野球。三バカで鍋パーティーをやるときは鍋奉行の役で、なかなか有能。愛子と2人きりになると、会話が進まなくなる。三バカの中で唯一、愛子とのデートに成功している。
幸田あゆむ（こうだ あゆむ）
理容室「ハッピー」二代目。愛子にチラシをラブレターのように渡したり、卒業式にラブレターで告白する等、3人の中では一番素直で気が弱い。内野家の人々を練習台としてタダで髪を切ってあげることもある。愛子のハンカチを持っている。愛子をお姫様抱っこできないほど非力かつ軟弱である。特技はパソコンであり、ハンドルネームは「AYM」。最近は意外と腹黒な一面を見せている。将来は53歳で死ぬはずだったが、商店街の占い師に幸運日と占われた当日に救った子供のおかげで、寿命が延びることになるという。「みつばちゃん」のデザインを考案した。
大森平太（おおもり へいた）
「アスカ書店」二代目。愛子にチラシを矢文で送ったり、卒業式に答辞で告白しようとする等、3人の中では一番力と勇気がある。大吾と同じく、大食い。小さい頃、愛子と万引きGメンごっこをしたことがある。愛子に3回も振られている。愛子がダメだったときに備えて末妹のリンにも（10年後の予定で）密にアプローチをしている。特技は絵（学生時代、美術部に所属。絵はとても上手い）。なぜか三バカの鍋パーティーの時はAVを持って来ている。「キリカくん」等、内野家の人間を君付けで呼ぶ。

### 水谷家
とおるの彼女・奈々の家族。家はお金持ち（家にトイレが2つあったり、全種類のゲーム機が揃ってたり、毎週ステーキが出てくる等）。[HOME117]と[HOME120]、
[HOME121]では両親の離婚疑惑（父親がキャバクラに通っていたのが原因）により、とおると離れてしまいそうになるが、両親の誤解が解けたため千葉を離れずに済んだ。内野家とは仲が良い。
水谷奈々（みずたに なな）
とおるのクラスメイトで彼女。学校ではクラスの委員長を務めている。趣味はとおると同じく天体観測。学校帰りの石蹴りにもつきあった。料理は下手。朝食についてはご飯派だが、それを聞いたとおるから別れ話を切り出されそうになり当惑していた。裕福な暮らしをしているが、一人っ子なので内野家をうらやましく思っている。とおるに負けないくらいしっかりした性格であり、百合絵の恋愛ネット相談時に、的確なアドバイスを出しており、チャットに参加している大人達を感服させた。ハンドルネームは「いて座の女」。好きな動物はパンダ。
上記の両親の離婚疑惑でとおると二人で長野に行った。
将来は子供を3 - 4人もうけ、行徳あたりの一戸建てに住みたいらしい。
水谷美奈（みずたに みな）
奈々の母。30歳。鳥取県出身。
基本的に心優しいが、かなりの箱入りお嬢様で天然ボケの気があり、世間知らずの印象がある。
上記の影響から、夫の浮気を疑い夫婦関係を悪化させて危うく離婚になりかけたが、娘の家出の一件で誤解が解ける。
最終回では第二子を妊娠していた。
水谷夏彦（みずたに なつひこ）
奈々の父。大企業のサラリーマン。
仕事の休息や接待の為、キャバクラに通っていた。上記の離婚疑惑で、妻と娘が思い詰めていた事を知り、妻と和解する。
趣味はレトロゲーム。当初は、とおるの事を非常に煙たがっていたが、とおるが自分と同じゲーム好きということで意気投合し、気に入る。その後、とおるに「ぜひムコに来て欲しい」と言う。

### 魔女っ娘めもりん
劇中劇。CCBテレビ（架空のテレビ局）で放送されているアニメである。中身は見習い魔女のめもりんが仲間達とドタバタな日々を過ごしつつ、世界征服を企む悪魔と戦うストーリーである。元々はリンが好きなアニメであるが、大吾をアニメオタクの道に走らせた作品でもある。劇場版の作品が2作ある。敵キャラは文房具の怨念が具現化したという設定であるが、その中身は地味なものばかりである。11巻より、単行本巻末に特別漫画として掲載される。
キャラクター
めもりん
ふたば魔法学校に通う元気な少女。真面目で努力家であるが、テストも魔法も失敗ばかりである。算数魔法を得意とする（「平行四辺形バリア」や「素因数分解光線」など）年齢は12歳。
マユナ
めもりんの同級生。エリート魔女の家系で風貌が大人びている。性格はツンデレ。理科魔法を得意とする。彼女のコスプレは愛子に似合うらしい。
ミルル
めもりんの同級生。性格は気弱な学級委員長。お金持ちの家出身。国語魔法を得意とする。本を使用する。
リリー
お付の妖精、巻末特別漫画ではナレーションも兼任している。とてもなげやりなデザイン。

### 準レギュラー
久保山典子（くぼやま のりこ）
母・幸子の友達で、面倒見がよく現在も内野家を見守っている。父・茂雄にはさん付け、男の子達には君付け、愛子も含め女の子達にはちゃん付けで、それぞれ呼んでいる。自称「ピチピチ40代」。夫と共にお好み焼き屋『鉄っぺん』を切り盛りしている。
夫は4巻のおまけページで初登場した時には、背中が写ったのみだったが、開店25周年記念日で全体像を現わす。強面だが優しい。またその際には、馴れ初めや開店当初のエピソードが語られた。娘も一人おり、大阪在住。
高校時代、バレー部に所属しており、全国にいく程の実力を持つ。両親からは「コートの舞姫」と呼ばれていたらしい。
以前は愛子によく見合い話を持ってきていたが、愛子は家族が一番大切と分かって、それ以降は持ってきていない（音也にはときどき持ってくる。また後には大吾やキリカにも持ってきていた）。
リンに兄姉皆が「サンタクロースはいる」と教えたのに本当のことを話してしまったり、音也がクーラーを付けてほしくて呼んだのに誤解して冷却シートを大量に貼ってきて訪問したりと、悪気はないものの傍迷惑な面もある。若い頃は意外と美人だった（その頃の写真がなぜか内野家に存在している）が、余った具材を毎晩食べているうちに太った。
愛子の誕生時には産院に居合わせ、到着した茂雄のタクシー代不足分を立て替えている。
馬場富子（ばば とみこ）
内野家の隣に住んでいるおばさん。なにかにつけて内野家に苦情（因縁や嫌味）を言ってくるため、内野家の人間から敵視されている（道路工事があったり、停電になっても内野家に苦情しに来る）。キリカいわく「インネンババァ」。ウワサが大好きで、ネタを見つけるとすぐに広める。専業主婦であるにもかかわらずバイキングに週3日も行っている。主に騒音の苦情を言ってくるが、内野家が静かすぎると、一家心中と誤解してしまうこともある(みゆ美が劇の稽古を虐待と勘違いしたり、とおると奈々がカケオチした事も町内にばらしたりしている)。五味の家に自分の家のゴミを捨てたり、自分の都合が悪くなると耳が遠いフリをしたり、愛子のやった仕事を自分がやったことにしようとする等、自分勝手だが、愛子が花粉症にかかった時は親切にする一面もある。なぜか金銭に関する法律には詳しい。ハンドルネームは「ウサぴょん」。息子が二人東京におり、夫は出張が多いため不在なことが多く、一時は転勤話も持ち上がった。朝食についてはご飯派で、この点でだけは音也と利害が一致する。
諸星健一郎（もろぼし けんいちろう）
大吾の同級生。主に大吾の部活動のシーンでツッコミ役として登場する。大吾とはお互いを「大吾」「モロ」と呼ぶ仲で、一番の親友同士。しかし、野球部の守備位置は大吾と同じキャッチャーのため、大吾のライバルでもある（最終的に大吾が一塁手になったことから、諸星は正捕手の座を守る）。さらに、好きな女の子も同じで恋のライバルでもあるという、とても複雑な関係にある。絵美と久美という妹が2人おり、ともにかなり美人。
鳥居律子（とりい りつこ）
三ツ葉台図書館の司書。「鬼の図書館司書」という通り名が付けられている。図書館内でうるさくした智佐たちを鉄拳制裁(技名は強制退去アタック)で追い出したり、水道管が破裂し、床が水浸しになっても休館にしなかったりと、図書館に対してかなりの信念を持っている。夫がおり、家に帰れば優しい妻になる。
薬師寺光（やくしじ ひかる）
商店街の薬屋「くすりの薬師寺」の店主であり、「ホレ薬」や「花粉症を治す薬」など様々な薬を裏ルートで入手している（ただし変な副作用があったり、使われるも失敗に終わったりすることが多い）。店舗の様子を見る限り、あまり儲かっていない模様。実はカツラである。
中川徳次郎（なかがわ とくじろう）
商店街にある喫茶店「ナノハナ」の店長。愛称は「徳さん」。商売が繁盛しなくなったためにメイド喫茶に新装し、半ば強制的に愛子を雇う。一時は物珍しさで繁盛するもすぐに廃れ、その後はメイドマッサージ店に新装した。さらにその後も様々なものに変えるも現在は元の喫茶店に戻したらしい。
ゴンザレス・リベラ
商店街にある「ゴンザレス スポーツ」の店主。南米出身。
毎日どんなことがあろうともランニングを欠かさず行っており、その際に店を閉めないためしょっちゅう万引きに入られる。
意外と頭がキレるが、銃声を聞くと怯える。
マラソン大会で優勝し、お米を手に入れたが、最後まで走ったリンに感動し、「胃がもたれるから」という理由で内野家に譲る。
里見百合絵（さとみ ゆりえ）
茂雄の部下。27歳。容姿端麗で仕事もできる。家族思いの茂雄に密かに慕っている(小さい頃、飼っていた亀のトロ助に似ていた)。常に冷静だが、[HOME86]で茂雄と2人で倉庫に閉じ込められたときは興奮のあまり頭を壁にぶつけたり、茂雄の姿を待ち受け画面にしている携帯電話を膝蹴りで割ったりした。茂雄が栄転を断った理由を知る数少ない人物の一人。
インターネットを通じてキリカに恋愛相談を持ちかけたこともあり、ハンドルネームは「ユリリン」。
勤務先の会社で最大のヒット作となった、ゆるキャラ「ピーにゃん」の考案者。
実は26年前、茂雄と出会っており、泣いていたところを茂雄の面白い顔を見て泣きやんだ。
極度の料理ベタであり、バレンタインチョコを愛子と一緒に作るも、完成に翌日の朝までかかってしまった。朝食もトーストすら焼けず、カップ麺で済ませている。
愛子以下、内野家の子供たちを差し置いて、自らが主役を張る回も少なくない。
小山田友彦（おやまだ ともひこ）
新たに設立されたMMK部での茂雄の部下。24歳・男性。
高校卒業後、5年間ニート生活の後に入社してきた新入社員。「〜ッス」等、言葉遣いはやや社会人として自覚に欠けたものだが仕事に関しては真面目にこなしている。パソコンやサブカルチャーに強い。
ルーシー・ガードナー
新たに設立されたMMK部での茂雄の部下。ヨーロッパ出身の女性。
15年以上、日本に住んでおり、日本語が堪能。そのため外国人スキルは完全に消えている。語尾はカタカナで表記される場合が多い。
好物はひじき。
笹野佳代（ささの かよ）
智佐の同級生でライバル。智佐同様メガネをかけている。
自分と智佐のキャラがかぶっていることが気に食わないため定期テストの点数で負けた方がメガネをコンタクトに変えるという勝負を智佐にもちかける。勝負の結果は同点だったが、彼女は英語のテストの採点ミスを指摘しなかった。が、智佐は迷うことのなく自分の採点ミスを指摘したため、人間的な負けを自ら認める。
その後約束どおりメガネをコンタクトに変え、最初は恥ずかしがっていたものの、その後彼氏ができたため気にしなくなる（しかしその彼氏とは10日で別れ、再びメガネに戻す）。
[HOME161]で再登場し智佐に誘われ内野家へと来た際に、「私たちはライバル兼友達」という旨を智佐に述べ、仲良くなる。
湊谷かすみ（みなとや かすみ）
音也の高校時代の同級生であり、音也の元カノ。大らかでいい加減な性格。未成年であるにも関わらず、タバコを吸っている。
高校時代、音也の路上ライブにいつも付き合っていた（半年間付き合っていた）。彼女自身は長野の大学に通うのに付け加えて、音也のように自分に誇れるものが無かったから自分が嫌になりそうだと思い別れたらしい。
音也との再会後、音也の夢の事などを聞いて、夢のひとつも語れないような当時の彼と別れた。
長野の大学に通っていたが、父親の会社が倒産し学費が払えなくなったため、大学を中退し津田沼に戻って来た。
子供の頃、ピアノを習っていた為、音也にスカウトされ、新バンドのキーボードを担当する事になった。その際に恋愛禁止の誓いを立てるが、結局は音也とよりを戻した。
田辺勉（たなべ つとむ）
音也の高校時代の同級生であり、元バンド仲間。音也からの呼び名は「タナベン」。ビジュアル系の路線を歩んでおり、自らを「漆黒の堕天使」と称している。
バンド「邪気眼」のベーシストを勤めていたが、バンドが解散し路上ライブをしていた。音也にスカウトされ、新バンドのベースを担当する事になった。一度はその新バンドから脱退するが、引き抜かれた先でのライブ中に音也の説得を受け、元の鞘に収まる。
素顔はソバカスであり、休日は髪の毛を結っている。
仁科（にしな）
元バンド「グラフティーズ」のドラマー。40歳で独身。マイナーなバンドだった為、バンドを解散し、現在はバイト暮らし。
アルバイト先で音也と知り合い、音也にミュージシャンの厳しさを教えるが、音也が名声とプライドより純粋に音楽を楽しんでる事を知り、自分の心残りを音也に託した。音也の曲や歌詞はイマイチと評しているが、三年間で100曲を生みだす才能は認めている。
解散後でもドラム捌きは一流。音也にスカウトされ、新バンドのドラムを担当する事になった。

### ゲスト
※[HOME〜]は登場した回
広田浩一（ひろた こういち）[HOME52]
愛子の元カレで酪農家の息子。友達の紹介で愛子と知り合い、別れるまでデートを4回、キスを2回した。ものすごく豪快な性格で愛子を持ち上げて体重を量ったり、愛子と別れる際にカニ10kgをプレゼントする程。別れて2年経っても愛子に対する気持ちは変わらないらしい。「アディオス」をアディダスと間違えたこともあった。「愛子」という名前の牛を飼っている。現在新しい彼女募集中。
金倉マモル（かねくら まもる）[HOME47]
久保山おばさんの紹介で愛子と見合いした青年。髪型はスネオヘアー。
キザな性格で母子家庭で育ったため、極度のマザコン。職業は不明だが、年収は8000万円。
好物は海老の尻尾。
愛子に結婚を断られるが、母親を大事にする優しさは素敵と言われ感激する。現在でもお見合い難航中。
沢村権三（さわむら ごんぞう）[HOME65]
幸子の父親であり、愛子達の祖父。静岡で農業を営んでいる。エロ本を集めている。愛子達が帰省した際、くす玉で迎えようとしていた。愛子の弟妹達に対しては、名前と顔を覚えきれていない様子。
沢村菊（さわむら きく）[HOME65]
幸子の母親であり、愛子達の祖母。趣味は麻雀と競馬。得意料理は鶏の竜田揚げ。地元での音也の路上ライブに、夫と二人で楽器を持ってついて来るなど、ノリが良い。ちなみに出張メイドを雇えるほど裕福。
山内多喜子（やまうち たきこ）[HOME66]
内野兄弟の母方のいとこ。血縁関係についての詳しい設定には作中で触れられないが、家族（父・春彦と母・須美、兄・達郎）と愛子の応対から、母が愛子達の伯母にあたる様子がうかがえる。外見は少年のように見え口調も男っぽいが女の子。「タッキー」と呼ばれているらしい。家族からは「じゃじゃ馬娘」と呼ばれている。千葉に関する知識が変な方向に偏っている。昆虫採集が好きで、同じく昆虫採集が好きなとおると気が合い、夏休みに内野一家が静岡に帰省したときは一緒に昆虫採集をした。
中島圭助（なかじま けいすけ）[HOME79]
三ツ葉台図書館によく通っていた浪人生（3浪）。5人家族であり、両親は有名大学出身。学習室で英語の暗唱をしていたため智佐が怒ったが、それがキッカケで智佐と勉強のことについて色々話し合っているうちに自分が何故受験に合格できないのかを理解し、無事大学に合格した。
吉村琴美（よしむら ことみ）[HOME91]
大吾の好きだった同級生の少女。本人は諸星のことが好きで、大吾に諸星のことを相談する。
諸星に告白するが「今は付き合うことは考えられないが引退した後、同じ事を聞かされたらきっと違う答えが出せるからそれまで待って欲しい」という諸星の返事に満足するという、大吾にとっては最も煮え切らない形となってしまった。
五味保（ごみ たもつ）[HOME126]
内野家の近所に住むガラクタ収集家。内野家とは付き合いが長く、子供たちとよく遊んでいた。
ゴミも集めている為、ゴミ屋敷となり住人から苦情がきていたが、愛子の説得によりゴミを片付け、家が綺麗なった。
ガラクタの中には値打ちがあるものが存在するが本人はそれに気づいていない。
星崎みどり（ほしざき みどり）[HOME150]
魔女っ娘めもりんの作者。本名は石崎 緑（いしざき みどり）。千葉県出身であり、千葉をこよなく愛する。MMK部で新たに作られる千葉県いろはガルタの挿し絵を描いている。一旦魔女っ娘めもりんの連載を終了させた。理由は「めもりんから離れたく、元々自分は気の小さい人間でめもりんがヒットし、いろんなプレッシャーがかかり押しつぶされそうになった。」と話した。カルタの後、第2部としてめもりんを復活させている。仕事着はトレーナーを着ている。

## その他
掲載ページ数は『まんがタウン』版（休刊した『まんがタウンオリジナル』版も含む）は原則一話6〜8ページだが、連載末期は基本的に6ページだった(5ページの回も数話あった)。『コミックハイ!』版は当初は一話8ページだったが、2010年から当誌での連載終了まで6ページだった。一度だけ4コマ形式で無い回もあったが、この回では最大の12ページを確保している。以前は4色カラー（もしくはフルカラー）の回もあったが、近年は稀になっている。そのためか単行本1〜6巻の最初の話の冒頭部分は4色カラーとなっているが、7巻以降の最初の話はモノクロとなっている。
2011年の『コミックハイ!』での連載終了以降は当誌での連載作品はなく、そのまま休刊を迎えている。
単行本最後の回は巻頭コメントを言ったキャラクターがメインの話になっている。
見出しの書体は当初は写研の秀英明朝で、DTP化後はフォントワークスのスーラに変わっている（ただし、1巻掲載分はDTP化以前の作品であるため、DTP化後のそれに合わせたのか、ナールが使われている）。
タイトルロゴは通常の連載版と単行本版ではデザインが異なっている。
以前の1ページ目は大ゴマ+不定形のコマ割（7コマ前後）の見出しなしで作品に入る事が多かったが、最近は見出し付きの5コマの定型（大ゴマ+タイトルから始まる）で始まる事が多い。

## 書誌情報
- 単行本 - 双葉社より「ACTION COMICS」として刊行されている。裏表紙にはおまけ的な4コマが描かれている。
- また、当作品の第15巻は、重野の全作品において現時点で最後に刊行されたA5版サイズのコミックとなる[1]。
  - 第1巻（2004年11月29日発行） ISBN 4-575-93911-0
  - 第2巻（2005年7月12日発行） ISBN 4-575-93956-0
  - 第3巻（2006年5月12日発行） ISBN 4-575-94007-0
  - 第4巻（2007年4月28日発行） ISBN 4-575-94083-6
  - 第5巻（2007年9月12日発行） ISBN 4-575-94125-5
  - 第6巻（2008年6月12日発行） ISBN 4-575-94175-1
  - 第7巻（2009年4月28日発行） ISBN 978-4-575-94225-5
  - 第8巻（2010年3月27日発行） ISBN 978-4-575-94271-2
  - 第9巻（2010年9月11日発行） ISBN 978-4-575-94294-1
  - 第10巻（2011年4月12日発行） ISBN 978-4-575-94314-6
  - 第11巻（2012年7月12日発行） ISBN 978-4-575-94356-6
  - 第12巻（2014年1月10日発行） ISBN 978-4-575-94402-0
  - 第13巻（2015年9月28日発行）ISBN 978-4-575-94458-7
  - 第14巻（2017年4月14日発行）ISBN 978-4-575-94496-9
  - 第15巻（2018年9月12日発行）ISBN 978-4-575-94534-8

1. ↑  白泉社の「信長の忍び」やそのスピンオフ作品(リイド社含む)、竹書房の「雀荘のサエコさん」はB6版サイズ。また、「雑兵めし物語」は4コマ誌のまんがライフオリジナル掲載であるが、A5版ではなくB6版で刊行されている。